# Landricourt (Marne)
Landricourt település Franciaországban, Marne megyében. Lakosainak száma 135 fő (2022. január 1.). Landricourt Éclaron-Braucourt-Sainte-Livière, Ambrières és Sainte-Marie-du-Lac-Nuisement községekkel határos.

## Népesség
A település népességének változása:
| Lakosok száma | 138  | 121  | 152  | 149  | 162  | 160  | 148  | 146  | 145  | 135  |
|               | 1968 | 1982 | 1990 | 2006 | 2013 | 2015 | 2017 | 2019 | 2020 | 2022 |